# Parafia Miłosierdzia Bożego w Miastku
Parafia pw. Miłosierdzia Bożego w Miastku – rzymskokatolicka parafia należąca do dekanatu Miastko, diecezji koszalińsko-kołobrzeskiej, metropolii szczecińsko-kamieńskiej. Została utworzona 28 lutego 1993 roku przez biskupa Czesława Domina.

## Miejsca święte

### Kościół parafialny
Kościół pw. Miłosierdzia Bożego w Miastku

## Duszpasterze

### Proboszczowie
| Stefan Antoni Ołów | 1993–2002 |
| Mariusz Dolny      | 2002–2005 |
| Józef Domińczak    | 2005–2014 |
| Jerzy Bąk          | od 2014   |